# Sebastian Harila
Sebastian Harila (ur. 7 stycznia 1993) – szwedzki hokeista.

## Kariera
- Bodens HF J18 (2007-2009)
- Bodens HF J20 (2005-2009)
- Bodens HF (2010-2011)
- Luleå HF J18 (2007-2009)
- Luleå HF J20 (2005-2009, 2011, 2013)
  -  Kiruna IF (2012/2013)
- Piteå HC (2013-2015)
- Asplöven HC (2015-2016)
- Piteå HC (2016-2017)
- Bodens HF (2017-2022)
- STS Sanok (2022-2023)
- Visby/Roma HK (2023-)

Wychowanek klubu Bodens IK. Karierę rozwijał w Bodens HF (do 2011) i w juniorskich drużynach Luleå HF. W sezonei 2009/2010 występował w reprezentacji Szwecji do lat 17. Od 2013 do 2015 grał w Piteå HC w rozgrywkach Hockeyettan. W sezonie 2015/2016 był zawodnikiem Asplöven HC w lidze HockeyAllsvenskan. Następnie przez rok ponownie występował w Piteå HC, a od 2017 przez pięć sezonów ponownie w Bodens HF. W lipcu 2022 ogłoszono jego transfer do STS Sanok w rozgrywkach Polskiej Hokej Ligi (wraz z nim do tego klubu trafił wtedy jego rodak Johan Höglund, z którym do tego czasu grał w Bodens HF). W październiku 2023 został graczem Visby/Roma HK.

## Sukcesy
Klubowe
- Brązowy medal J20 SM: 2010: z Luleå HF J20